# Le Mari de l'Indienne (film, 1914)
Vous lisez un « article de qualité » labellisé en 2009.
Pour les articles homonymes, voir Le Mari de l'Indienne.
Pour plus de détails, voir Fiche technique et Distribution.
Le Mari de l'Indienne (The Squaw Man) est un western américain muet réalisé par Oscar Apfel et Cecil B. DeMille, d'après la pièce homonyme d'Edwin Milton Royle et ayant pour vedette Dustin Farnum.
Dans un contexte de domination de la Motion Picture Patents Company à l'est des États-Unis, de plus en plus de films sont tournés dans l'ouest pour échapper à ses règles. Le Mari de l'Indienne est le premier long métrage tourné à Hollywood.
Pour produire le film, Jesse L. Lasky, Samuel Goldwyn et Cecil B. DeMille fondent la Jesse L. Lasky Feature Play Company, qui deviendra plus tard la Paramount Pictures à la suite de sa fusion avec la Famous Players d'Adolph Zukor.

## Synopsis
James Wynnegate, un officier de l'armée anglaise, est accusé de détournement de fonds alors que le coupable est son propre frère. Il s'échappe vers l'Ouest des États-Unis et rencontre une Indienne, Nat-U-Rich, qui lui sauve deux fois la vie. Wynnegate se marie à Nat-U-Rich qui lui donne un fils. Lorsque le frère de Wynnegate meurt, il confesse sa faute et Wynnegate est finalement blanchi de toutes les accusations dont il faisait l'objet en Europe. Entre-temps, Nat-U-Rich commet un meurtre avant de se suicider, laissant donc son mari seul avec leur fils. Après sa rencontre avec son nouvel amour, Lady Diana, Wynnegate décide de rentrer en Angleterre avec elle.

## Fiche technique

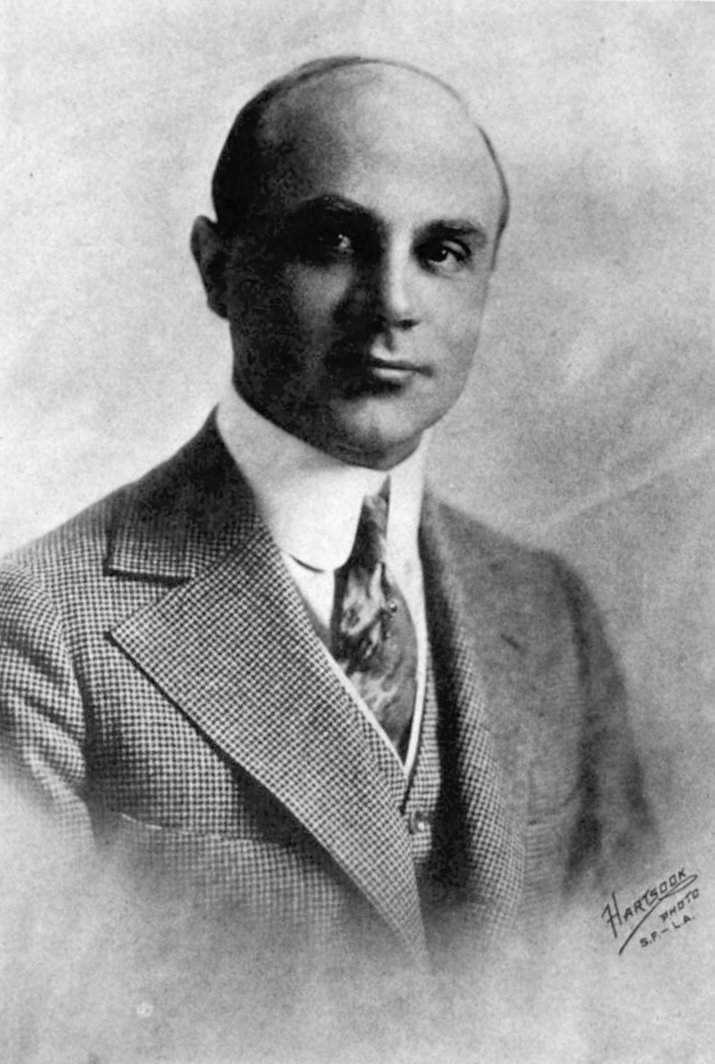
Oscar Apfel, réalisateur d'expérience, dirige le tournage du film avec le novice Cecil B. DeMille. Cette collaboration influencera la méthode de travail de DeMille.

Sauf mention contraire ou complémentaire, la fiche technique est issue du livre Cecil B. DeMille.
- Titre français : Le Mari de l'Indienne
- Titre original : The Squaw Man (littéralement « l'homme de la squaw »)
- Réalisation : Oscar Apfel et Cecil B. DeMille[3]
- Scénario : Oscar Apfel et Cecil B. DeMille[4], d'après la pièce éponyme d'Edwin Milton Royle[3],[5] adaptée par Oscar Apfel[6]
- Société de production : Jesse L. Lasky Feature Play Company
- Production : Jesse L. Lasky et Cecil B. DeMille[4]
- Direction artistique : Wilfred Buckland
- Photographie : Alfred Gandolfi[4],[6] et Alvin Wyckoff
- Montage : Mamie Wagner
- Budget : 15 000 $[7]
- Pays d'origine :  États-Unis
- Format[8] : noir et blanc - muet - 1,33:1 ou 1,37:1[6] - 35 mm[6],[9]
- Genre : western[6], mélodrame[10],[11]
- Longueur de pellicule : 5 ou 6[1],[6],[9] bobines
- Durée : 74 minutes[8]
- Date de sortie :
  - États-Unis : 15[12],[13] ou 23 février 1914[6]
- Éditions DVD :
  - 25 juillet 2006 : DVD simple (zone 1), édité par Alpha Video[14]
  - 12 juin 2007 : coffret 5 DVD The Cecil B. Demille Classics Collection (zone 1), édité par Passport[14]

## Distribution

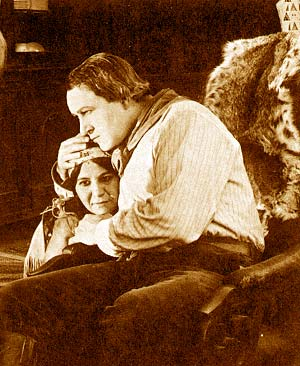
Scène du film avec l'acteur principal, Dustin Farnum, engagé pour reprendre le rôle qu'il tenait déjà au théâtre, et Red Wing.

Sauf mention contraire cette liste artistique est établie à partir du livre Cecil B. DeMille.
- Dustin Farnum : James Wynnegate alias Jim Carston
- Monroe Salisbury : Sir Henry, Comte de Kerhill
- Winifred Kingston : Lady Diana, Comtesse de Kerhill
- A. W. Filson : la douairière Lady Elizabeth Kerhill[4],[15]
- Haidee Fuller : Lady Mabel Wynnegate[4],[15]
- Red Wing : Nat-U-Ritch
- Foster Knox : Sir John
- Fred Montague : Mr. Petrie
- Carmen De Rue : Hal
- Fernando Gálvez : Sir John Applegate
- Harry A. Hiscox : Fletcher
- Lew Longenecker : le capitaine du bateau
- Dick La Reno : Big Bill
- William J. Burns : Shorty
- Gordon Sackville : Andy
- Richard L'Estrange : Grouchy
- Charles Figee : Bull Cowen
- Joseph Singleton : Tabywana
- William Elmer : Cash Hawkins
- Art Acord : un citadin[4]
- Earl Simpson : McSorley
- O. A. Moor : Smith
- Edgar Lewis : Nick
- Milton Brown : Budd Hardy
- Gordona Bennet : la femme du capitaine du bateau
- Utahna La Reno : l'enfant du capitaine du bateau
- Maureen Rasmussen : Mrs. Chichester Jones
- Cecilia de Mille : une enfant[4] (non créditée)
- Cecil B. DeMille : le vendeur de bière[4] (non crédité)
- Raymond Hatton : un vacher[4] (non crédité)
- Hal Roach : un citadin[4] (non crédité)

## Production

### Contexte d'expansion du cinéma

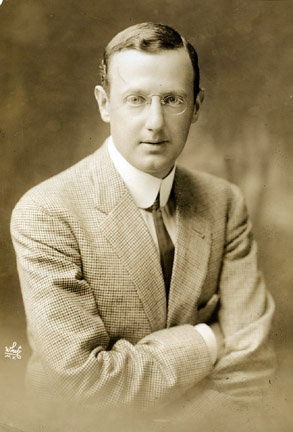
Poussé par Samuel Goldwyn, son beau-frère, Jesse L. Lasky fonde la Jesse L. Lasky Feature Play Company et se lance dans la production d'un long métrage.

Au début du XXe siècle, le cinéma est essentiellement un divertissement dont les cibles sont les personnes de la classe moyenne. Aux États-Unis, les films sont diffusés dans des Nickelodeons qui sont éparpillés un peu partout dans les rues des grandes villes. Ils sont arbitrairement limités à une ou deux bobines par la Motion Picture Patents Company, le trust dirigé par Thomas Edison et contrôlant l'industrie naissante du cinéma. Afin d'échapper à la juridiction de la Motion Picture Patents Company, qui sévit à l'Est du pays, des équipes commencent progressivement à faire des films dans l'Ouest du pays (mais pas encore à Hollywood).
En 1912, Adolph Zukor ouvre une brèche en produisant un long métrage français qui outrepasse les limites de la Motion Picture Patents Company avec quatre bobines : La Reine Élisabeth de Louis Mercanton, avec en vedette Sarah Bernhardt,,, véritable star du début du siècle. Ce film rencontre un grand succès et marque un tournant pour les comédiens de l'époque. En effet, avant La Reine Élisabeth, il était jugé indigne pour eux de jouer dans un film, le cinéma étant considéré comme la distraction des incultes, au contraire du théâtre, et donc voué à disparaître. La présence de Sarah Bernhardt dans un film change la mentalité des comédiens qui estiment désormais qu'un tel choix n'est finalement pas déshonorant. Cette réussite donne une nouvelle perspective à Jesse L. Lasky, un producteur et imprésario au bord de la faillite, avec la possibilité de faire des films aussi longs que des pièces de théâtre.

### Naissance du projet
En 1913, peu de temps après avoir été convaincus par Samuel Goldwyn de tenter leur chance dans le cinéma,, Jesse L. Lasky et son associé, Cecil B. DeMille, proposent à Dustin Farnum, un acteur de théâtre reconnu, d'être la tête d'affiche d'un film qui durerait plus d'une heure. Le film en question serait une adaptation d'une pièce à succès d'inspiration « westernienne » de 1905, The Squaw Man,,, écrite par Edwin Milton Royle dont Lasky a obtenu les droits d'adaptation pour le cinéma pour seulement 15 000 $,. Cecil B. DeMille reprend ainsi un des succès de sa carrière théâtrale, tout comme Dustin Farnum, qui tenait déjà le rôle-titre dans la pièce et qui accepte la proposition de Lasky et DeMille mais refuse de prendre 25 % des parts de la société nouvellement créée, la Jesse L. Lasky Feature Play Company, préférant la somme fixe de 5 000 $,. L'avenir de la société démontrera qu'il aurait gagné beaucoup plus d'argent avec le premier contrat proposé par Lasky et DeMille.

### En route pour Hollywood

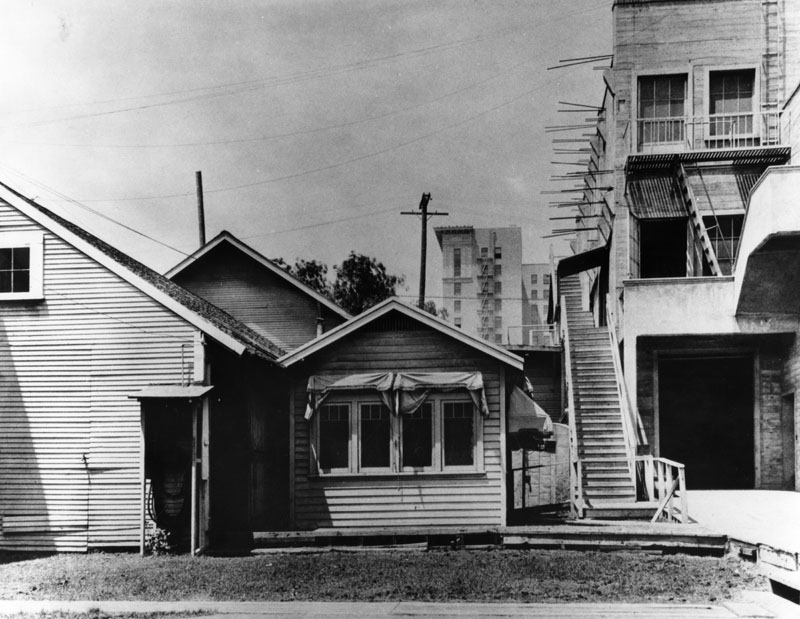
La grange louée par Cecil B. DeMille. Après son achat par le studio, la Lasky-DeMille Barn sera déplacée à plusieurs reprises avant d'être définitivement installée sur North Highland Avenue.

Le tournage du film est d'abord envisagé dans le New Jersey mais l'endroit semble peu approprié pour un film de cow-boys et d'Indiens, et la mainmise du trust dirigé par Thomas Edison sur l'industrie cinématographique sur la côte Est des États-Unis pousse le nouveau studio à tourner son film ailleurs. Finalement, tandis que Jesse L. Lasky et Samuel Goldwyn restent à New York, Cecil B. DeMille part avec son équipe pour Flagstaff, en Arizona. Dans le train qui les emmène dans l'ouest, DeMille et Oscar Apfel, un réalisateur de New York ayant travaillé auparavant pour l'Edison Manufacturing Company, la Mutual Film et Pathé Frères, écrivent un script de vingt pages comme base de travail pour leur futur film. Arrivés à destination, ils sont pris par une tempête de neige, qui les pousse à poursuivre jusqu'à Hollywood,, bourgade accueillant déjà le réalisateur D. W. Griffith, auteur du premier film tourné sur place, le court métrage In Old California. C'est ainsi que le 22 décembre 1913, DeMille loue une grange (connue aujourd'hui sous le nom de Lasky-DeMille Barn), au coin des rues Selma et Vine, aménagée en studio par la Burns and Revier Studio and Laboratory pour 250 $ par mois, (75 $ selon une autre source).

### Tournage

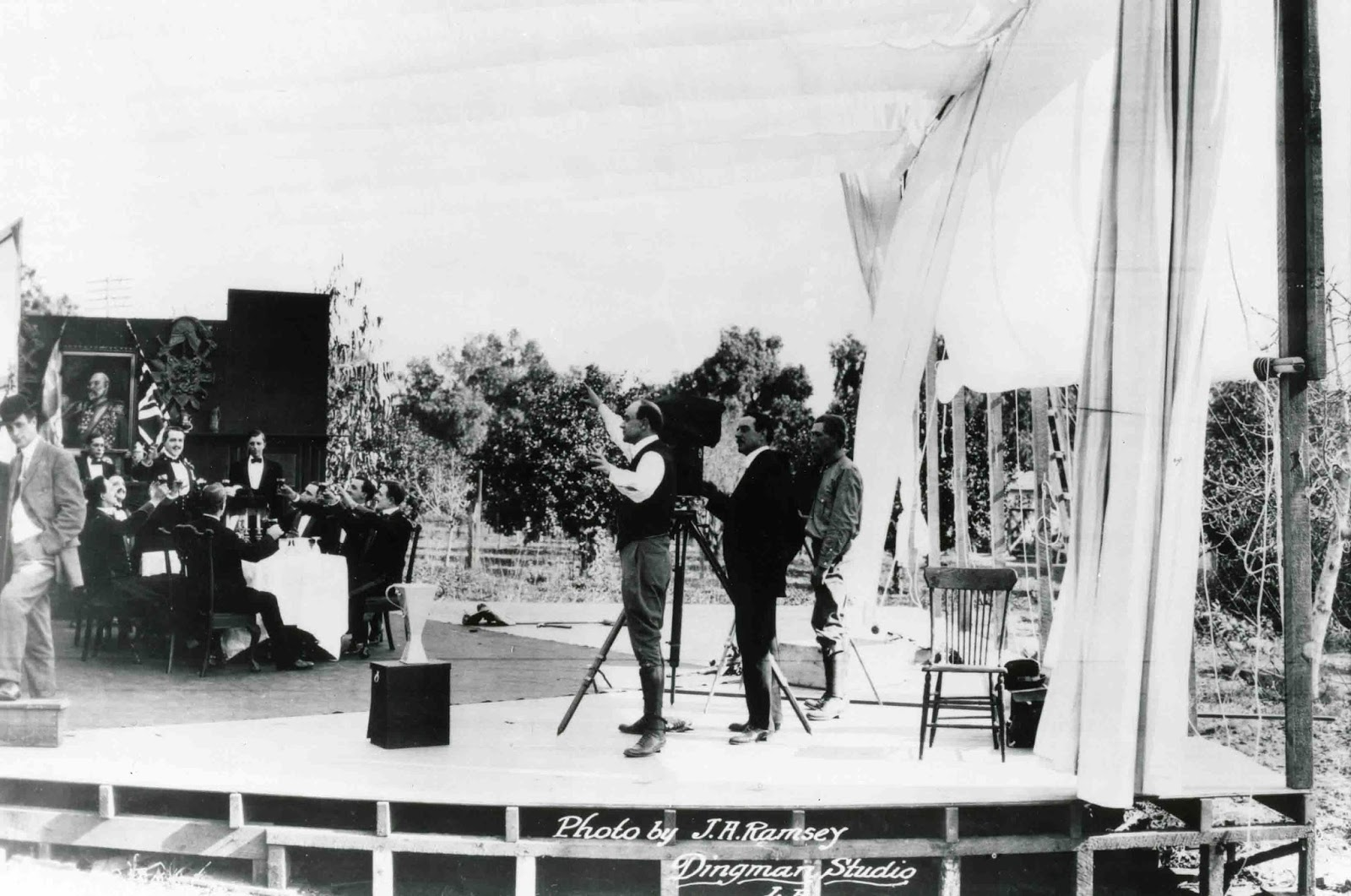
Tournage de la première séquence du Mari de l'Indienne sous la direction de Cecil B. DeMille, avec une caméra Pathé Professionnelle (1913).

Le tournage de ce qui est le premier long métrage filmé à Hollywood,,, futur lieu mythique du cinéma américain, débute sous la direction de Cecil B. DeMille le 29 décembre 1913 avec un budget alloué de 15 000 $. Avant cette date, DeMille a passé dix ans au théâtre comme acteur et dramaturge mais n'a pour seule expérience cinématographique qu'une formation d'une journée au sein du studio d'Edison où il a pu observer un metteur en scène et son opérateur en train de tourner une scène. Du fait de cette inexpérience dans le cinéma, il collabore avec Oscar Apfel,,, un réalisateur qui fait des films depuis 1911. Les deux réalisateurs se partagent alors les tâches, DeMille dirigeant les acteurs et Apfel s'occupant de l'aspect technique de la réalisation. Ce dernier s'équipe de plusieurs caméras françaises, les Pathé Professionnelle.
En plus de Dustin Farnum, la vedette du film, l'actrice britannique Winifred Kingston est engagée depuis New York pour jouer le rôle de Lady Diana. Les deux comédiens se marieront quelques années plus tard,. Le rôle de Nat-U-Ritch est attribué à une véritable Amérindienne, Red Wing, actrice originaire de la tribu des Winnebagos, habituée à ce genre de rôle depuis 1909 et dont Le Mari de l'Indienne sera l'un des derniers films de sa courte carrière. Parmi les acteurs retenus figure également Hal Roach, un futur grand producteur, payé 5 $ par jour pour jouer dans le film. Pour économiser le salaire journalier de 3 $ pour un figurant, Cecil B. DeMille joue lui-même le vendeur de bière.
Après les premiers tours de manivelle, Cecil B. DeMille se rend compte de la fragilité des films négatifs et décide alors que chaque scène sera tournée en deux exemplaires. Cette précaution s'avère payante le jour où une pellicule est retrouvée déchirée et piétinée. À la suite de cette histoire, DeMille reçoit de temps en temps des lettres de menaces de mort venant du trust d'Edison et se fait même tirer dessus à deux reprises lors de son trajet le menant de chez lui à la grange.

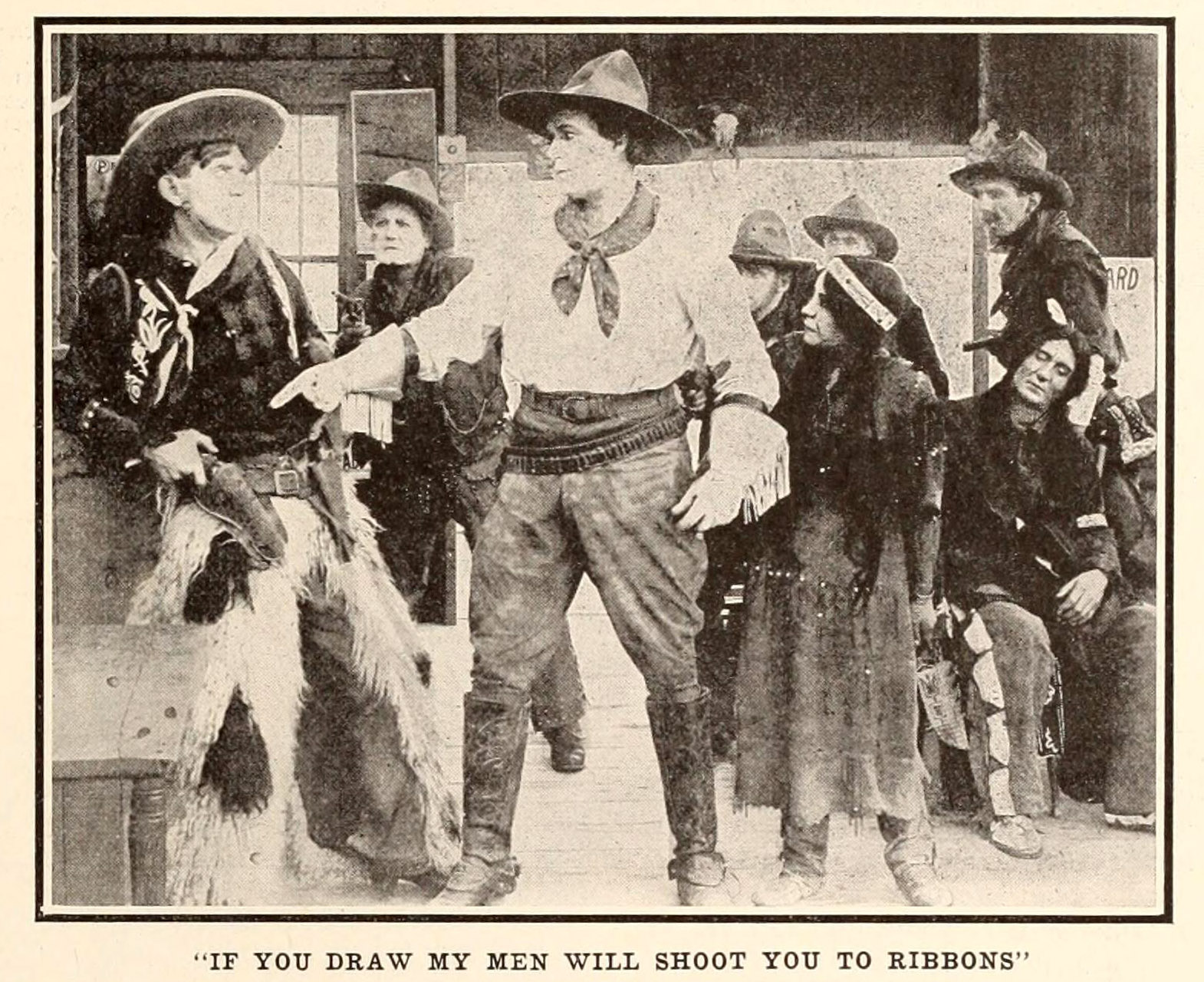
Photographie de plateau.

Pendant le tournage, Lasky arrive de New York pour observer le travail qui est fait. Les comptes-rendus qu'il fait à Goldwyn sont si enthousiastes que ce dernier fait en sorte d'obtenir une avance de 60 000 $ sur les futurs droits de distribution (40 000 $ selon une autre source). Le Mari de l'Indienne est réalisé en 18 jours. Cecil B. DeMille et Oscar Apfel usent de techniques encore peu exploitées à cette période, tels les mouvements de caméra ou des intertitres pour accompagner le spectateur dans sa compréhension de l'histoire. Grâce au travail de Wilfred Buckland, l'ancien directeur artistique de David Belasco, Cecil B. DeMille a la possibilité d'explorer une voie plus artistique qu'à l'accoutumée. Avec son directeur de la photographie, il joue avec les nuances de la lumière afin de donner une ambiance plus dramatique que celle des films habituellement tournés. Ce jeu de lumière faible (le « low-key ») est notamment utilisé dans la scène qui nous montre la relation « taboue » entre James Wynnegate et Nat-U-Ritch, le Blanc et l'Indienne. Cette séquence annonce d'ailleurs la méthode qu'emploiera DeMille pour exprimer les dilemmes moraux dans ses futurs films. Quand Samuel Goldwyn voit le résultat de ce travail de lumière dans les films suivants, il se plaint auprès de DeMille, arguant qu'il ne pourra jamais vendre de films aussi sombres. Cecil B. DeMille lui rétorque : « Dites-leur que c'est un éclairage à la Rembrandt »,. Finalement, Goldwyn vend les droits plus chers sous prétexte d'un « extra artistique »,. C'est ainsi que Buckland et son équipe introduiront au fur et à mesure l'éclairage artificiel dans une industrie qui est alors dépendante de la lumière du soleil.
Des scènes ont été tournées au ranch Iverson.

## Accueil et postérité

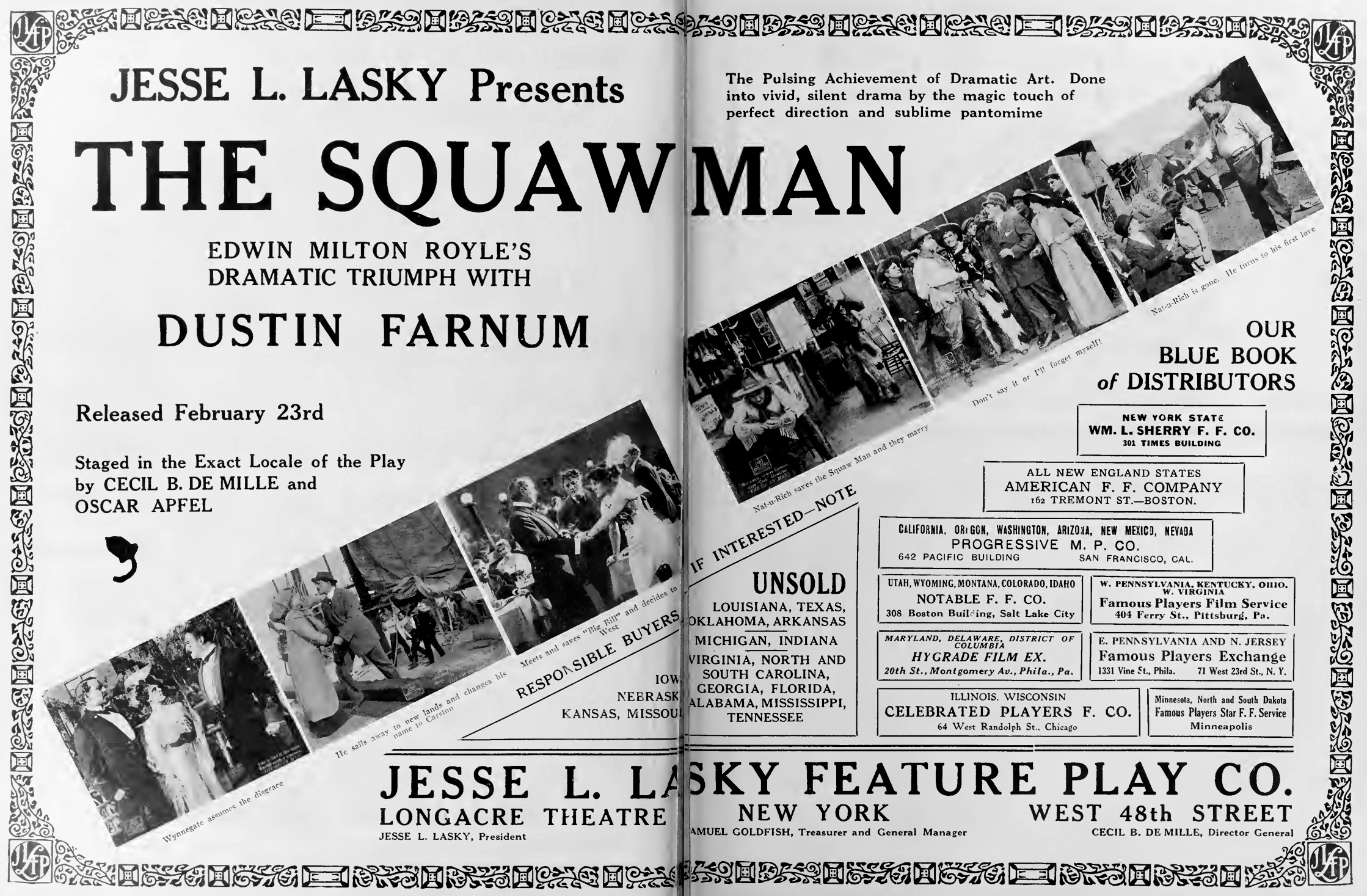
Promotion du film dans un numéro du magazine The Moving Picture World.

Pour la sortie du film, une avant-première est organisée à Los Angeles. Cette soirée, qui s'annonçait triomphale pour la petite société, se finit en désillusion. Lors des premières secondes de projection, on remarque que l'image est sautillante, rendant le film inexploitable. Bien qu'il soit membre du trust, Siegmund Lubin, un homme d'affaires de Philadelphie, propose son aide à Cecil B. DeMille. Ses techniciens découvrent que le souci est lié à la perforation de la pellicule. Le problème résolu, Le Mari de l'Indienne sort finalement en février 1914. Malgré sa longueur de six bobines, le film est un franc succès et rapporte dix fois plus que son coût de production: il aurait rapporté entre 200 000 $ et 244 700 $ avec le prix d'une place à dix cents. Le travail d'Oscar Apfel y est immédiatement reconnu comme le suggère la critique dans le Moving Picture World : « Je n'ai pas vu le nom d'Oscar Apfel […] mais je reconnais son œuvre sans difficulté ». Le New York Dramatic Mirror ajoute : « On présume que le premier responsable de cette fiction habilement dirigée est Cecil B. DeMille, mais cela ne doit pas porter atteinte à l'honneur dû à Oscar Apfel qui est à l'origine du plus gros du travail ».
Cette réussite permet à la compagnie de lancer de nouvelles productions après l'achat et l'agrandissement de la grange, lequel rend possible la réalisation simultanée de plusieurs films. À la suite du succès du Mari de l'Indienne, Jesse L. Lasky reçoit de nombreux messages de félicitations dont un provenant d'Adolph Zukor,. Lasky invite alors Zukor à déjeuner, une rencontre qui marque le début d'une longue amitié, sur laquelle débouchera finalement la création de la Paramount Pictures.
L'historien du cinéma Sumiko Higashi souligne les débuts d'une nouvelle méthode de fabrication des films avec Le Mari de l'Indienne : « Le style cinématographique d'Apfel est, d'un point de vue technique, très évolué et se distingue par une profondeur composée par un grand nombre de plans moyens (cadrage se situant entre le gros plan et le plan large), de mouvements de caméra pour permettre un recadrage, de montages parallèles, […] de superposition de plans et l'utilisation de l'écran divisé (split screen), ainsi que des intertitres pour situer l'action et pour les dialogues. Toutes les caractéristiques que posséderont les futurs films de DeMille ». Cependant, avec le recul, le film ne reste pas dans les annales à cause de ses qualités intrinsèques, étant même plutôt ennuyeux pour une personne du XXIe siècle, mais avant tout parce qu'il est à l'origine de la création de Paramount, des tournages à Hollywood et de la carrière cinématographique de Cecil B. DeMille. Le film est parfois cité parmi les films pionniers des débuts du western,, voire considéré à tort comme le premier long métrage du genre alors que quelques autres longs métrages de western étaient sortis en 1913, le premier étant Arizona (6 bobines),.

## Place du film dans la carrière de Cecil B. DeMille

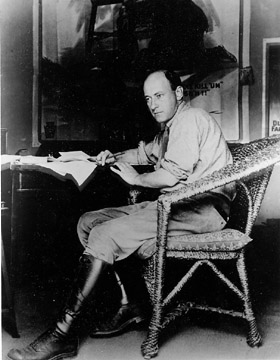
Cecil B. DeMille en 1914, assis devant l'affiche du Mari de l'Indienne.

Dans la carrière de DeMille, Le Mari de l'Indienne a une importance qui va au-delà du fait qu'il s'agisse de sa première réalisation. Cette histoire a été un de ses sujets privilégiés puisqu'il en a réalisé deux autres adaptations. Il a d'abord signé un premier remake muet en 1918, version sortie en France sous le titre Un cœur en exil, avec Elliott Dexter reprenant le rôle principal. En 1931, il reprend l'histoire dans une version parlante, également connue sous le titre The White Man, film qu'il réalise alors pour le compte de la Metro-Goldwyn-Mayer, avec Warner Baxter comme premier rôle. La première version de 1914 marque d'ailleurs le début d'une importante collaboration entre DeMille et la future Paramount, pour qui il réalisera la majorité de sa filmographie. Sa troisième version du film en 1931 sera par ailleurs sa dernière réalisation pour la MGM, au terme de l'unique et courte période d'infidélité de DeMille avec la Paramount.
Le Mari de l'Indienne inaugure en outre un des nombreux aspects de la filmographie de DeMille, puisque ce dernier réalisera d'autres westerns jusque dans les années 1940, dont les plus importants sont Une aventure de Buffalo Bill (1936) et Pacific Express (1938), contribuant ainsi à l'histoire du genre. Le genre du western est celui qu'il privilégie au début de sa carrière puisqu'il en tourne une dizaine en à peine plus d'un an à la suite du Mari de l'Indienne, dont une partie est à nouveau coréalisée avec Oscar Apfel.
Cette adaptation d'une pièce de théâtre marque aussi une transition entre les carrières théâtrale et cinématographique de Cecil B. DeMille, qui prend alors pour devise : « Tournez des pièces prodigieuses avec des acteurs de premier ordre ». La réputation du réalisateur bénéficiera également de la légende selon laquelle Le Mari de l'Indienne fut le premier film tourné à Hollywood, rumeur qu'il ne démentira jamais, oubliant volontairement le court métrage de Griffith.

### Bibliographie

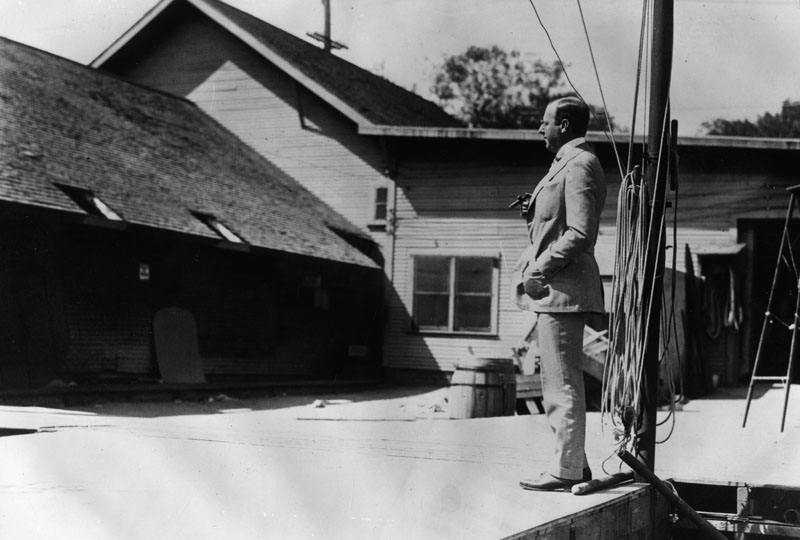
Jesse L. Lasky devant la Lasky-DeMille Barn en 1914